# Colubrariidae
Colubrariidae is een familie van weekdieren uit de klasse van de Gastropoda (slakken).

## Geslachten
- Bartschia Rehder, 1943
- Colubraria Schumacher, 1817
- Cumia Bivona-Bernardi, 1838
- Iredalula Finlay, 1926
- Kanamarua Kuroda, 1951
- Metula H. Adams & A. Adams, 1853
- Minibraria Sarasua, 1984